# Heliotropium sessilistigma
Heliotropium sessilistigma är en strävbladig växtart som beskrevs av Hutchinson och F. A. Bruce. Heliotropium sessilistigma ingår i Heliotropsläktet som ingår i familjen strävbladiga växter. Inga underarter finns listade i Catalogue of Life.